# Europese kampioenschappen kyokushin karate 2006 (IKO)
De Europese kampioenschappen kyokushin karate 2006 waren door de International Karate Organization (IKO) georganiseerde kampioenschappen voor kyokushinkai karateka's. De 19e editie van de Europese kampioenschappen vond plaats in het Spaanse Barcelona.

## Resultaten
| Gewichtsklasse | Goud               | Zilver                | Brons                             |
| Heren          | Heren              | Heren                 | Heren                             |
| -------------- | ------------------ | --------------------- | --------------------------------- |
| -70kg          | Piotr Moczydlowski | Alexander Shikhaleyev | Viktor Teixeira Alexei Linchenko  |
| -80kg          | Yevgeniy Shevnin   | Voldymyr Mashov       | Nicolae Stoian Otto Megrelishvili |
| -90kg          | Lucian Gogonel     | Pablo Estensoro       | Alejandro Navarro Olexiy Pryhhdko |
| +90kg          | Peter Martinov     | Sergey Nikishaev      | Piotr Banasik Alexei Kiushkin     |
| Dames          |                    |                       |                                   |
| -55kg          | Ewa Pawlikowska    | Zurine Eciolaza       | Cinthia Graci Elena Petrova       |
| -65kg          | Yulia Romanova     | Magdalena Wojcik      | Noelia Santos Evgeniya Lukyanenko |
| +65kg          | Anna Kopyrina      | Danaila Tcherneva     | Agnieszka Sypien Daria Romanova   |